# Château de Nishikawa
Le château de Nishikawa (西川城, Nishikawa-jō) était un château japonais secondaire du clan Saigo dans la province de Mikawa durant l'époque Sengoku du Japon. Le nom « Nishikawa » signifie « rivière de l'Ouest » en japonais.
Il ne reste plus rien des structures de l'ancien château sur le site mais des modifications de la topographie, telles que des remparts de terre et une douve asséchée, attirent immédiatement le regard et un panneau d'information est placé sur le sentier menant à la cour principale. Le site du château de Nishikawa se trouve à Ishimaki-Nishikawa-cho, près de la ville de Toyohashi, préfecture d'Aichi.

## Histoire
En 1526, la famille Mikawa-Saigo fut défaite quand le château fut envahi par les forces de Matsudaira Kiyoyasu. Après quatre générations de conflits entre les Saigo et le clan Matsudaira, le clan Saigo fut contraint de se rendre et de céder le contrôle du nord de la province de Mikawa. Ils devinrent de fidèles vassaux des Matsudaira, leurs forces de samouraïs prête à se battre pour leur ancien ennemi. Bien que la région ait acquis une certaine stabilité, elle était encore d'un caractère naturellement sauvage et à un carrefour de plusieurs factions ennemies qui devraient s'affronter dans d'importantes batailles durant les décennies à venir. Un château dans la région aurait été un avant-poste et un point de ralliement pour protéger des incursions par les clans Oda, Takeda ou d'autres encore. Selon la chorographie de la province de Mikawa, une enquête sur la région écrite en 1740, le château de Nishikawa fut construit pour affronter la menace du clan Makino rival qui occupait la région voisine de ce qui est de nos jours la ville de Toyokawa.
Le château a été construit par Kiyokazu Saigo à une époque située entre 1532 et 1555 (période Tenbun) et servit de château secondaire pour le clan Saigo tandis que la résidence principale et le quartier général du clan se trouvaient au château de Wachigaya,. En signe apparent de loyauté vis-à-vis du clan Imagawa, l'allié dominant des Matsudaira, le nom « Nishikawa » a été créé en unissant le premier kanji de Saigo (西, qui peut être prononcé nishi, sei, ou sai) et le second kanji d'Imagawa (川, prononcé kawa ou gawa).
Il n'y eut jamais de conflit ouvert entre les Saigo et les Makino. Leur mutuelle allégeance au clan Matsudaira, leur participation aux batailles menées par Tokugawa Ieyasu ainsi que la pression d'ennemis extérieurs ont peut-être détourné suffisamment de ressources de telle manière qu'une paix hostile put être maintenue. Bien que le château de Nishikawa n'ait jamais été attaqué, il servit de position de commandement avancé et de point de départ des forces de Saigo à la veille d'au moins deux batailles. En 1571, les forces du clan Takeda menées par Nobutomo Akiyama firent une incursion dans la région et furent repoussées par les Saigo menés par Yoshikatsu Saigo. La seconde occasion fut l'engagement des troupes du château de Nishikawa à la bataille de Takehiro.
En 1575, une armée sous les ordres de Katsuyori Takeda fit le siège du château de Nagashino dans la partie nord de Mikawa. Un soldat ashigaru du nom de Sune'emon Torii traversa les lignes des forces assiégeantes pour informer Tokugawa Ieyasu au château d'Okazaki. Suneemon devait mourir du fait de sa loyauté et devenir un héros populaire. Une légende parmi la famille Saigo veut que durant sa mission, Suneemon s'arrêta au château de Nishikawa pour prendre un bref repos avant de continuer son engagement contre les Okazaki mais cet épisode n'est pas corroboré par d'autres sources. Que les Saigo aient été ou non informés de la situation à l'avance, il est établi qu'une armée composée des Oda-Tokugawa s'avança dans la région pour affronter les forces d'invasion. Les troupes du clan Saigo se réunirent au château de Nishikawa et se joignirent à l'armée de Tokugawa pour la décisive bataille de Nagashino.
À la suite du siège d'Odawara en 1590 durant lequel Tokugawa Ieyasu et Toyotomi Hideyoshi défirent leurs rivaux du clan Go-Hōjō de l'est, Hideyoshi offrit à Ieyasu la région de Kantō nouvellement acquise en échange de cinq de ses domaines dont celui de Mikawa. Ieyasu accepta et le clan Saigo l'accompagna dans son déménagement à l'est. Il fut ordonné à Iekazu Saigo (fils de Kiyokazu), seigneur du château de Nishikawa, de s'installer au château d'Oyumi dans la province de Shimōsa (incidemment, il fut ordonné au clan Makino de se cantonner dans une province du nord-est la même année). La garde du château et des terres environnantes passa des Saigo au clan Ogasawara mais avec la redistribution des clans, la province de Mikawa fut entourée de vassaux de Toyotomi Hideyoshi et le château cessa d'être une structure militaire prioritaire. En 1661, Ogasawara Naga'aki, qui était responsable de l'administration de la région, fut promu seigneur du château de Yoshida et le château de Nishikawa fut laissé à l'abandon par la suite,,. Comme ce fut le cas de nombreux autres châteaux abandonnés, les paysans des environs pillèrent probablement le site pour récupérer des matériaux de construction tels que les pierres et le bois.

### Dame Saigō
Tozuka Masako naquit au château de Nishikawa en 1562. Sa mère était la sœur ainée de Kiyokazu Saigo qui, le moment venu, adopta sa nièce qui passa son enfance au château et qui devint connue sous le nom de dame Saigō ou (Saigō-no-Tsubone) (西郷の局). Aussi connue affectueusement par son surnom, Oai (お愛, « amour »), dame Saigō fut la première reine consort de Tokugawa Ieyasu et la plus aimée de toutes ses femmes et concubines.
Dame Saigō eut deux fils de Ieyasu : Tokugawa Hidetada (1579-1632) et Matsudaira Tadayoshi (1580-1607). Hidetada devint le deuxième shogun du nouveau shogunat Tokugawa bakufu et dirigea le pays de 1605 jusqu'à son retrait en 1623. Dame Saigo mourut le 1er juillet 1589 au château de Sunpu à l'âge de 38 ans. La cause de cette mort soudaine ne fut jamais connue. Bien qu'un assassinat par empoisonnement ait été suspecté à l'époque, aucun coupable ne fut jamais identifié.

## Structure du château
Le château de Nishikawa fut construit au sommet d'une colline naturelle aménagée. Le sommet de la colline fut en effet nivelé pour servir de cour principale (本曲輪 hon-kuruwa) à une hauteur de 20 m au-dessus du sol. De ce fait, le château fait partie des châteaux en hauteur (平山城) parmi les châteaux japonais. Les remparts de terre furent construits pour entourer la cour, une douve fut creusée et un sentier en pente autour de la colline offre un accès entre la cour et le niveau du sol. Le tenshu (donjon) principal se trouvait au sommet de la colline et dominait les plus petites cours. L'une était sur une partie en terrasse de la colline tandis que les autres restaient au niveau du sol. La conception du château de Nishikawa était ainsi conforme au modèle classique de nombreux châteaux forts européens et comme il servait de quartier général et de résidence au samouraï local, daimyo de la branche Mikawa de la famille Saigo, il réunissait tous les critères qui définissent un véritable château.

## État actuel
La cour au sommet de la colline où se trouvait le tenshu occupe l'essentiel du site actuel de l'ancien château de Nishikawa non loin duquel se trouve le temple Daifuku (大福寺). Un panneau d'information indique le début du chemin couvert d'herbe qui mène en haut de la colline. Des éléments comme la douve asséchée, les remparts de terre et les fondations en terre pour une  yagura (poivrière) sont encore visibles. Une partie du sommet de la colline est couverte d'une étendue naturelle de cèdres japonais tandis qu'un verger cultivé de noisetiers japonais s'étend sur le reste du sommet nivelé de la colline. Le site du château est aussi réputé dans la population locale pour les lilas japonais (Erythronium japonicum) qui y poussent en abondance.

## Source de la traduction
- (en) Cet article est partiellement ou en totalité issu de l’article de Wikipédia en anglais intitulé « Nishikawa Castle » (voir la liste des auteurs).